# Hermann Triepel
Gustav Hermann Triepel (* 24. Januar 1871 in Leipzig; † 26. September 1935 in Breslau) war ein deutscher Anatom und Embryologe. 

## Leben
Triepel wurde als Sohn des Unternehmers Gustav Adolf Triepel und seiner schweizstämmigen Frau Mathilde, geborene Kurz, in Leipzig geboren. Sein Bruder war der spätere Rechtswissenschaftler Heinrich Triepel. Wie sein Bruder besuchte er die humanistische Thomasschule zu Leipzig. Danach studierte er Medizin an der Universität Tübingen und der Universität Leipzig. Ab 1889 war er Mitglied des Corps Franconia Tübingen und ab 1890 des Corps Saxonia Leipzig. Er wurde in Leipzig zum Dr. med. promoviert und arbeitete an der Universität Gießen. Ab 1894 war er Assistent am Anatomischen Institut der Universität Greifswald und habilitierte sich 1897 ebenda. Er wurde außerordentlicher Professor für Anatomie und zugleich Abteilungsvorsteher am Anatomischen Institut der Universität Breslau. 1914 unterschrieb er die „Erklärung der Hochschullehrer des Deutschen Reiches“.

## Schriften (Auswahl)
- Triepel, Hermann. Die anatomischen Namen. Ihre Ableitung und Aussprache. Bergmann Verlag, Wiesbaden, 1906 (Neuauflagen wurden nach seinem Tode von Hermann Stieve, Robert Herrlinger und Adolf Faller bearbeitet. Die 29. Auflage erschien 1978 unter dem Namen „Die Fachwörter der Anatomie, Histologie und Embryologie. Ableitung und Aussprache“ ISBN 3-8070-0300-2)
- Triepel, Hermann. Selbständige Neubildung einer Achillessehne. In: Archiv für Entwicklungsmechanik der Organismen. 30 (1), 1910, 62-73 doi:10.1007/BF02263781
- Triepel, Herrmann. Über gestaltliche Beziehungen zwischen Struktur und Organform. In: Zeitschrift für Anatomie und Entwicklungsgeschichte. 63 (3-6), 1922, 608-623 doi:10.1007/BF02593578